# جمعه الحبسی
جمعه الحبسی (انگلیسی: Juma Al-Habsi؛ زادهٔ ۲۸ ژانویهٔ ۱۹۹۶) بازیکن فوتبال اهل عمان است.
وی همچنین در تیم‌های ملی فوتبال زیر ۲۳ سال عمان، و عمان بازی کرده‌است.